# Pedro Joel Vargas
Pedro Joel Vargas (Iriona, Honduras, 23 de enero de 1986) es un futbolista hondureño. Juega como mediocampista y milita en el Real Sociedad de Tocoa de la Liga Nacional de Honduras.

## Clubes
| Club                   | País     | Año         |
| ---------------------- | -------- | ----------- |
| Real Sociedad de Tocoa | Honduras | 2008 - 2010 |
| Jaguares de UPNFM      | Honduras | 2010 - 2013 |
| Real Sociedad de Tocoa | Honduras | 2013 -      |